# Rudgea pittieri
Rudgea pittieri är en måreväxtart som beskrevs av Paul Carpenter Standley. Rudgea pittieri ingår i släktet Rudgea och familjen måreväxter. Inga underarter finns listade i Catalogue of Life.